# Jolanta Sosnowska (skrzypaczka)
Jolanta Sosnowska (ur. w Warszawie) – polska skrzypaczka.
Absolwentka Wydziału Instrumentalnego Uniwersytetu Muzycznego Fryderyka Chopina w Warszawie (klasa prof. Mirosława Ławrynowicza) oraz University of Illinois. Doktor sztuk muzycznych. Jako solistka brała udział w nagraniu dwóch płyt nominowanych do Nagrody Muzycznej Fryderyk: Musica Polonica Nova (Acte Prealable) – nominacje 2004 w kategoriach: album roku muzyka współczesna i album roku najwybitniejsze nagranie muzyki polskiej; Marian Sawa - Complete Violin Music (Naxos) – nominacja w kategorii album roku najlepszy album polski za granicą. Córka Marietty Kruzel-Sosnowskiej. Mieszka w Wiedniu.